# Les Bréviaires
Les Bréviaires /lebʀreˈvjɛʀ/ è un comune francese di 1 257 abitanti situato nel dipartimento delle Yvelines, nella regione dell'Île-de-France.

## Società

### Evoluzione demografica
Abitanti censiti